# 鳳凰中都
鳳凰中都（越南语：／），又稱永都（越南语：／），是越南西山朝光中帝阮惠在位期間修建的一座都城，其遺址位於今日越南乂安省榮市的中都坊。
鳳凰中都位於藍江之畔、闕山（原名鳳凰山）和貓山（原名麒麟山）腳下。據《大南正編列傳初集·偽西列傳》記載，阮惠稱帝後，認為乂安位於國家正中央，且又是自己的祖籍所在地，因此決定定都乂安。
新址距離當時的都城富春（今順化）約三百公里，距離北城（今河內）亦約三百公里。其建城地址由當時著名隱士阮浹為阮惠選定。阮浹認為這一帶地形兼具龍、麟、龜、鳳的形勢，故而選定此地。新都以四靈之一鳳凰的名字來命名，稱為「鳳凰中都」。
1788年，徵調北城十萬兵士建造新都，由乂安鎮守陳光耀負責監督。新都城於1791年5月和1792年1月兩次大規模修建，阮惠曾召集大臣商議遷都之事，但突然病重，隨後逝世，因此沒有遷都。阮惠曾遺詔讓新君立即遷都於此，但繼位的阮光纘沒有遵行。1801年，在西山朝滅亡前夕，阮浹建議阮光纘遷都到永都，但阮光纘猶豫不決，最終沒有接受他的意見。
西山朝滅亡後，鳳凰中都被遺忘並廢棄。
1998年4月28日，越南文化體育觀光部將鳳凰中都列為古跡。